# Agdistis minima
Agdistis minima is een vlinder uit de familie vedermotten (Pterophoridae). De wetenschappelijke naam van deze soort is voor het eerst geldig gepubliceerd in 1900 door Walsingham.
De soort komt voor in tropisch Afrika.